# Heinrich Pfanne

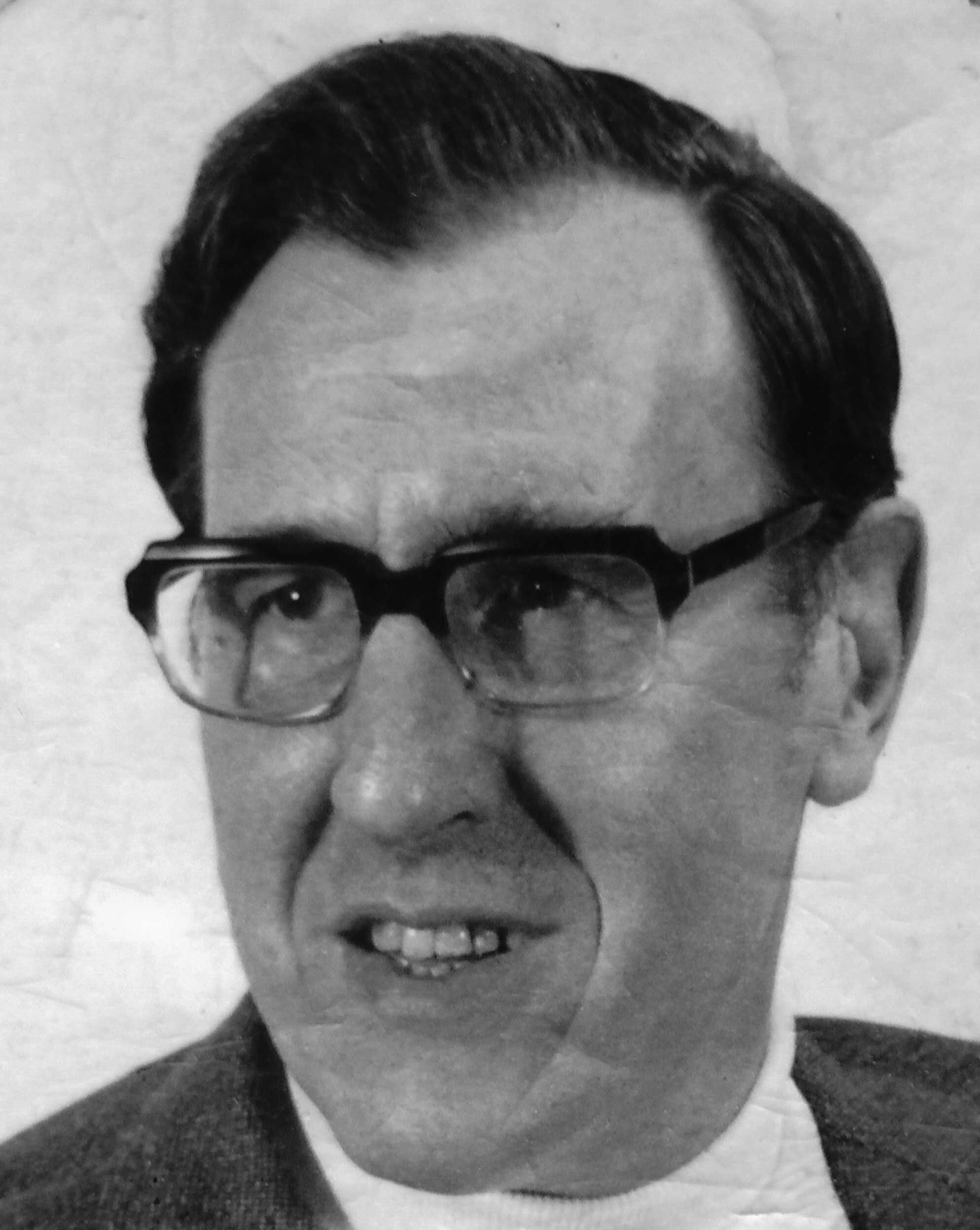
Heinrich Pfanne 1970

Heinrich Pfanne (* 28. Januar 1923 in Halle (Saale); † 16. Mai 1990 in Wiesbaden) war ein deutscher Psychologe und Sachverständiger für Handschriftenuntersuchung. Unter dem Pseudonym Hinnerk Topf veröffentlichte er „Heitere Reim-Rätsel“.

## Leben
Im Frühjahr 1948 wurde Pfanne zunächst Schüler und dann Assistent von Elisabeth Loofs-Rassow. Von ihr erhielt er die Grundausbildung als Schriftsachverständiger und Graphologe. Zu seinen weiteren Lehrern gehörten Hermann Fritsche, Anton M. Wohlfarth sowie Professor Dr. A. Kanger. Im Jahr 1951 machte sich Pfanne in Halle (Saale) als Schriftsachverständiger selbständig. Kurz vor dem Mauerbau im Jahre 1961 verließ er mit seiner Familie die DDR, weil er fürchten musste, wegen seines politischen Wirkens (er bemühte sich in der LDPD aktiv um die Wiedervereinigung) verhaftet zu werden. Noch im gleichen Jahr wurde er Schriftsachverständiger beim Hessischen Landeskriminalamt in Wiesbaden.

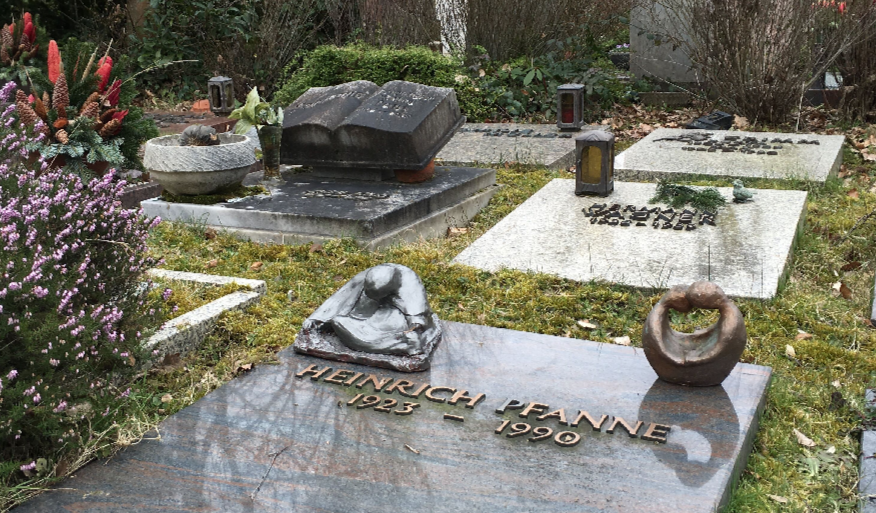
Grab von Pfanne auf dem Waldfriedhof Dotzheim

Pfanne war von 1961 bis 1983 als verbeamteter Sachverständiger für Forensische Schriftuntersuchung beim Hessischen Landeskriminalamt in Wiesbaden tätig.
Am Ende seines durch eine Krebserkrankung beendeten Lebens befasste er sich auf humoristische Weise mit Sprache, etwa seinem zuletzt unter Pseudonym erschienenen Buch, das dem Leser ein „um die Ecke Denken“ abfordert, etwa bei der Lösung der Frage, welches Gewässer sich wohl auf das Getränk des belesensten Dino-Saurus reimt: Es ist „See“, weil ein The-saurus natürlich Tee trinkt.
Er wurde von seiner am 20. Juni 2018 in Berlin verstorbenen Frau Gisela Pfanne in den Tod begleitet und hinterließ einen Sohn (* 1956) sowie eine Tochter (* 1960).

## Werk
In der deutschen Geschichte der wissenschaftlichen Schriftvergleichung erarbeitete Pfanne die wesentlichen Grundlagen der Schriftexpertise: Er bestimmte die Stellung der Schriftexpertise innerhalb der Graphologie und Kriminalistik und betonte die Notwendigkeit, die Schriftexpertise von der charakterologischen Graphologie zu unterscheiden. Eine schriftsachverständige Untersuchung beinhaltete bei Pfanne eine psychophysiologische Analyse, eine physikalische Untersuchung, eine Materialbeschreibung und Materialkritik, eine schriftvergleichende Analyse, Befundbewertung und Schlussfolgerung. Bei der schriftvergleichenden Befunderhebung berücksichtigte er Grundeigenschaften, Aufbaueigenschaften und Einzeleigentümlichkeiten. Er definierte mit den Aufbaueigenschaften neue Schriftmerkmale: «Unter Aufbaueigenschaften sind diejenigen Eigenschaften einer Handschrift zu verstehen, die durch die Eigenart der Bewegungsführung bei der Erzeugung der Buchstaben entstehen und in ihrer charakteristischen Beschaffenheit den Details der Schrift das Gepräge geben, wobei freilich nur dann von einer Aufbaueigenschaft gesprochen werden kann, wenn sich die Eigenschaft nicht nur an einen speziellen Buchstaben, sondern an eine Gruppe aufbaumäßig verwandter Buchstaben heftet oder es sich um eine Buchstabenverbindung handelt.»
Pfanne war „in der Schriftvergleichung wie in der graphologischen Diagnostik gleichermaßen ausgewiesen.“ Als Graphologe hat er „einerseits ein Lehrbuch der Graphologie geschrieben, das differenziert die wissenschaftlichen Grundlagen der Graphologie darstellt. Ebenso wie Müller und Enskat gibt Pfanne eine sehr detaillierte Anleitung zur Schriftbeschreibung. Bei der Diagnostik orientiert er sich an graphischen Komplexen und knüpft an Pophals Gehirnschrifttypen an. Pfanne hat andererseits als Schriftsachverständiger die Bedeutung der Schriftexpertise für die Rechtsprechung aufgezeigt. Er erläutert, was bei der Identifizierung von Textschriften und Unterschriften beachtet werden muss und welche Aspekte ein Gutachten beweiskräftig machen.“
Außerdem hat Pfanne umfangreiche empirische Untersuchungen zur Handschriftenverstellung durchgeführt. Er zeigte dabei einerseits typische Verstellungstechniken auf. So schlug Pfanne eine spezifische Form der Schriftprobenabnahme bei Schriftverstellungen vor. Er war stets ein entschiedener Gegner von Gutachten, denen als Vergleichsmaterial lediglich Fotokopien oder sonstige Reproduktionen zugrunde lagen und verlangte Originale, in denen sich oft ansonsten unsichtbare Indizien (Schreibgeschwindigkeit, Druck) offenbarten.

## Schriften (Auswahl)
- Die Schriftexpertise und ihre Bedeutung für die Rechtsprechung Greifenverlag – Rudolstadt 1954
- Wesen und Wert der Graphologie. Verrät die Handschrift den Charakter? Greifenverlag – Rudolstadt 1956
- Lehrbuch der Graphologie. Psychodiagnostik auf Grund graphischer Komplexe de Gruyter 1961, ISBN 3-7950-0804-2
- Handschriftenvergleichung für Juristen und Kriminalisten Schmidt-Römhild – Lübeck 1971, ISBN 3-7950-0804-2
- Handschriftenverstellung Bouvier-Verlag – Bonn 1971, ISBN 3-416-00659-3
- Rätsel-Reime Reim-Rätsel. Vertrackte Verse für findige Köpfe Dumont Verlag 1988, ISBN 3-7701-2220-8